# حسام آباد (مقاطعة فامنين)
حسام‌آباد (بالفارسية: حسام‌آباد) هي قرية تقع في قسم مفتح الريفي (مقاطعة فامنين) في إيران. يقدر عدد سكانها بـ 156 نسمة .